# Ла Барџ (Вајоминг)
Ла Барџ (енгл. La Barge) град је у америчкој савезној држави Вајоминг.

## Демографија
По попису из 2010. године број становника је 551, што је 120 (27,8%) становника више него 2000. године.
| Група             | 2000.       | 2010.       |
| Белци             | 410 (95,1%) | 495 (89,8%) |
| Афроамериканци    | 0 (0,0%)    | 2 (0,4%)    |
| Азијати           | 0 (0,0%)    | 0 (0,0%)    |
| Хиспаноамериканци | 8 (1,9%)    | 24 (4,4%)   |
| Укупно            | 431         | 551         |